# 三宅直子
三宅直子（みやけ なおこ、1937年3月24日 - ）は、東京都港区出身の脚本家。実践女子学園高等学校卒。

## 略歴
主婦ライターとして知られる。主婦業の傍らに独学でシナリオを学び、NHK懸賞テレビドラマ『芽吹く頃』で佳作入選を果たす。その後、シナリオ作家協会研修科修了後に石森史郎に師事。1970年に『いたずら天使チッポちゃん』 でデビューを飾る。代表作に『ケンちゃんシリーズ』、『あばれはっちゃく』、『樫の木モック』、『キャプテン翼』、『さわやか3組』など。現在は日本シナリオ作家協会の会員で、同協会のシナリオの通信講座の講師を務めている。
平成以降はアニメ脚本の仕事が減ったため、地方の舞台脚本の公募に投稿を重ね、北海道ローカルのテレビドラマや児童劇などを手がけた。2012年に母と夫を亡くしてからは小説に挑戦をはじめ、母をモデルとした『天晴れ オコちゃん』で第2回かつしか文学賞大賞を受賞。2016年、『南天絵羽織』で第33回さきがけ文学賞選奨を受賞した。

## 作品リスト

### テレビアニメ
- いたずら天使チッポちゃん（1970年）
- いなかっぺ大将（1970年 - 1972年）
- 樫の木モック（1972年）
- けろっこデメタン（1973年）
- 新造人間キャシャーン（1973年 - 1974年）
- てんとう虫の歌（1974年 - 1976年）
- ブロッカー軍団マシーンブラスター（1976年 - 1977年）
- 風船少女テンプルちゃん（1977年 - 1978年）
- 魔女っ子チックル（1978年 - 1979年）
- おじゃまんが山田くん（1980年 - 1982年）
- タイムパトロール隊オタスケマン（1980年 - 1981年）
- ほえろブンブン（1980年 - 1981年）
- 森の陽気な小人たちベルフィーとリルビット（1980年）
- ハニーハニーのすてきな冒険（1981年 - 1982年）
- ヤットデタマン（1981年 - 1982年）
- 逆転イッパツマン（1982年 - 1983年）
- フクちゃん（1982年-1984年、脚本）
- ときめきトゥナイト（1982年 - 1983年）
- コアラボーイ コッキィ（1984年 - 1985年）
- キャプテン翼（1983年 - 1986年）
- 魔法のアイドルパステルユーミ（1986年）
- ハーイあっこです（1988年 - 1989年）
- ちびまる子ちゃん（1990年 - 1992年）
- 楽しいムーミン一家（1990年 - 1991年）
- ママは小学四年生（1992年）
- 少年アシベ2（1992年 - 1993年）
- ポコニャン（1993年 - 1996年）

### テレビドラマ
- ママはライバル（1972年 - 1973年）
- ぼくは叔父さん（1973年 - 1974年）
- ニセモノご両親（1974年）
- ケンにいちゃん （1974年 - 1975年）
- おそば屋ケンちゃん （1975年 - 1976年）
- スポーツケンちゃん （1978年 - 1979年）
- カレー屋ケンちゃん （1979年 - 1980年）
- あばれはっちゃく（1979年 - 1985年）
- チャコとケンちゃん（1982年）
- さわやか3組（1987年 - 2009年）

### 特撮
- がんばれ!!ロボコン（1974年 - 1977年）
- ロボット110番（1977年）

## 著書
- 『エプロン作家奮戦記―主婦からプロライターへ』(1979)
- 『あなたも書けるシナリオ術』(1998) ISBN 978-4480690326